# Шелудяк, Фёдор
Фёдор Иванович Шелудя́к (? — 1672) — донской казак, один из ближайших сподвижников С. Т. Разина.

## Биография
По происхождению — крещёный калмык. Ф. И. Шелудяк принял активное участие в казацко-крестьянском восстания под руководством С. Т. Разина.
Весной 1670 года атаман Ф. Шелудяк командовал конными отрядами восставших казаков в походе от Царицына к Чёрному Яру, а в июне того же года принял участие во взятии Астрахани. Степан Разин поручил начальство над Астраханью атаманам Василию Усу и Фёдору Шелудяку.
Когда весной 1671 года разнеслась весть, что Степан Разин под Симбирском разбит царскими воеводами, Фёдор Шелудяк, вместе с другими атаманами, надумал идти на Симбирск и поплыл вверх по Волге. В начале мая 1671 года Ф. Шелудяк отправил в Астрахань отряд из 500 человек под командованием Степана Кочановского. Вместе с ним он передал Василию Усу, что по дороге на Симбирску он получил сведения о враждебных действиях митрополита Иосифа, его отношениях с царским правительством и воеводами окрестных городов, с донскими и терскими казаками.
11 мая 1671 года атаман Василий Ус созвал казачий круг в Астрахани, куда был вызван митрополит Иосиф. По приговору круга митрополит Иосиф, был обвинён во лжи и измене, и сброшен с раската крепостной башни. В середине мая в Астрахани казаки разгромили дворы дворян, детей боярских, подьячих, крупных посадских людей, духовенства. Был казнён оставленный Разиным в живых второй воевода Астрахани стольник, князь Семён Иванович Львов, а с ним и другие «нарочитые люди».
В июне в Астрахань пришло известие о казни Степана Разина в Москве, и это сильно подорвало боевой дух восставших. Тем не менее, 9 июня 1671 года Шелудяк с повстанческим отрядом осадил Симбирск. Повстанцы предприняли два штурма, которые были отбиты. Обороной города руководил царский воевода Пётр Васильевич Шереметев Большой, располагавший значительными силами. Он также призвал на помощь полк ратных людей из-под Тетюшей, который должен был вскоре прибыть. Во время двух приступов повстанцы понесли крупные потери. Тем не менее, Ф. Шелудяк предпринял ещё одну попытку взять город. Повстанцы, используя возведённые ещё по указанию Разина вокруг стен кремля земляные укрепления, бросились на штурм. В это время подошедший отряд царских ратников под руководством полковника Колобова ударил в тыл осаждавшим и вынудил их отступить.
Чтобы выиграть время и более тщательно подготовиться к очередному штурму, Фёдор Шелудяк направил к симбирскому воеводе Петру Шереметеву парламентёра с письмом. В письме говорилось, что царя окружают бояре-изменники, среди которых на первом месте князь Ю. А. Долгорукий, боярин Б. М. Хитрово и другие мучители народа. П. В. Шереметев от имени царя дал восставшим ответ, за что позднее получил из Москвы выговор. Завязавшаяся с царским воеводой переписка (Шелудяк, как сказано в одном из правительственных документов, писал «и иные многие затейные дела») дала восставшим необходимую передышку, но от нового штурма симбирского кремля пришлось отказаться, так как, во-первых, силы были на исходе и, во-вторых, из Астрахани было получено сообщение о внезапной тяжёлой болезни и кончине Василия Уса.
Ф. Шелудяк вернулся в Царицын с 2-тысячным войском. Пробыв в городе два дня, он повёл остатки своей армии и примкнувших к ней царицынских жителей в Астрахань. Но они уже не застали Василия Уса в живых. Атаман, как сообщалось в правительственных грамотах, «злой смертью скончашася» от кожной болезни («черви изъели»). Преемником атамана Василия Уса стал его соратник Фёдор Шелудяк, возглавивший повстанческие силы в Астрахани. Он сменил в городе выборное управление: вместо представителей посадских людей были избраны стрельцы и казаки.
В августе 1671 года под Астрахань подошла 30-тысячная царская армия под предводительством боярина Ивана Богдановича Милославского. Воевода осадил город и потребовал его сдачи, однако Фёдор Шелудяк решился защищаться: поставил на нагорной стороне реки одного из своих преданных сообщников, Алёшку Каторжного, прекратил этим сообщение Ивана Милославского с верхними городами и даже тревожил нападениями московского воеводу и мешал его осадным работам. Так, однако, продолжалось до тех пор, пока на помощь Ивану Милославскому не прибыл другой воевода, князь Касбулат Муцанович Черкасский, осадивший Астрахань с другой стороны и прекративший подвоз к городу продовольствия и приток новых мятежников. Теперь уже силы осаждённых начали слабеть, съестные припасы — истощаться, да и сам Шелудяк попал в руки князю К. Черкасскому, который заманил его к себе под видом переговоров и задержал в своём лагере. Наконец, после почти трёхмесячной осады города, 27 ноября 1671 года, астраханцы сдались, выговорив прощение себе и своим начальникам. Фёдор Шелудяк был освобождён и в продолжение нескольких месяцев жил в Астрахани на свободе. Но когда уже мятеж совсем утих и нельзя было думать, что он может вспыхнуть снова, летом 1672 года подошёл в Астрахань с войском князь Яков Никитич Одоевский, посланный сюда для следствия над мятежниками и их наказания. Одним из первых был схвачен Фёдор Шелудяк, и после допроса и пытки повешен.